# USS Augusta (SSN-710)
Za druga plovila z istim imenom glejte USS Augusta.
USS Augusta (SSN-710) je jedrska jurišna podmornica razreda los angeles.